# Bae Gi-tae
Bae Gi-tae (auch Bae Ki-tae; kor. 배 기태; * 3. Mai 1965 in Daegu) ist ein ehemaliger südkoreanischer Eisschnellläufer.
Bae startete seine Eisschnelllaufkarriere als Mehrkämpfer, spezialisierte sich aber später auf den Sprint. Bei den Olympischen Winterspielen 1984 in Sarajevo trat er über 1500 und 5000 Meter an. Dabei belegte er die Plätze 32 und 39. In den folgenden Jahren startete er sowohl bei Mehrkampf- als auch Sprintweltmeisterschaften. Im Großen Vierkampf belegte er die Plätze 26 (1985), 22 (1986) und 20 (1987); 1988 trat er nur über 500 Meter an. Im Sprintmehrkampf wurde er 23. (1985) und 16. (1987). Mit seinen Leistungen qualifizierte Bae sich für die Olympischen Winterspiele 1988 in Calgary. Dort erreichte er über 500 und 1000 Meter die Ränge 5 und 9. Im Jahr darauf wurde er bei der Sprint-WM Sechster. In seiner letzten aktiven Saison trat Bae nochmals bei der Mehrkampfweltmeisterschaft an. Bereits zum dritten Mal konnte er dabei das Rennen über 500 Meter gewinnen (1987, 1988, 1990). Insgesamt belegte er den 17. Platz. Seinen einzigen internationalen Meistertitel erlangte er 1990 in Tromsø mit dem Gewinn des Sprint-Mehrkampfes bei der Sprintweltmeisterschaft. Bae war mit diesem Sieg der erste koreanische Eisschnellläufer, der einen Titel bei einem internationalen Profiwettkampf gewinnen konnte.

## Persönliche Bestzeiten
| Strecke  | Zeit         | Datum             | Ort        |
| -------- | ------------ | ----------------- | ---------- |
| 500 m    | 36,89 s      | 5. März 1988      | Almaty     |
| 1000 m   | 1:14,07 min  | 4. Dezember 1987  | Calgary    |
| 1500 m   | 1:55,54 min  | 14. Februar 1987  | Heerenveen |
| 3000 m   | 4:13,62 min  | 10. Dezember 1983 | Inzell     |
| 5000 m   | 7:17,80 min  | 15. Februar 1986  | Inzell     |
| 10.000 m | 15:29,31 min | 29. Januar 1984   | Inzell     |